# Crayon Shin-chan - Densetsu o yobu Buriburi - Sanpun pokkiri dai shingeki
Crayon Shin-chan - Densetsu o yobu Buriburi - Sanpun pokkiri dai shingeki (クレヨンしんちゃん 伝説を呼ぶブリブリ 3分ポッキリ大進撃?, Kureyon Shin-chan - Densetsu o yobu Buriburi - Sanpun pokkiri dai shingeki, letteralmente "Crayon Shin-chan - Buriburi che evoca la leggenda - Il grande assalto di soli tre minuti") è un film d'animazione del 2005 diretto da Yûji Mutô.
Si tratta del tredicesimo film basato sul manga e anime Shin Chan. Come per gli altri film di Shin Chan, non esiste un'edizione italiana del lungometraggio.

## Trama
I Nohara devono fronteggiare dei mostri che minacciano la Terra, ma lo possono fare in soli tre minuti, pena la distruzione della Terra stessa.

## Personaggi e doppiatori
| Personaggio       | Doppiatore     |
| ----------------- | -------------- |
| Shinnosuke Nohara | Akiko Yajima   |
| Hiroshi Nohara    | Keiji Fujiwara |
| Misae Nohara      | Miki Narahashi |
| Masao Sato        | Mie Suzuki     |
| Nene Sakurada     | Tamao Hayashi  |
| Tooru Kazama      | Mari Mashiba   |
| Boo               | Chie Satou     |
| Midori Yoshinaga  | Yumi Takada    |
| Enchiyou          | Rokurō Naya    |
| Action Kamen      | Tesshō Genda   |
| Kantam Robot      | Shinya Ohtaki  |

## Distribuzione

### Edizioni home video
In Giappone il film è stato distribuito in DVD il 25 novembre 2005.